# Paul Aron
Paul Aron (Tallinn, 4 febbraio 2004) è un pilota automobilistico estone, attivo in Formula 2 con l'Hitech GP. È stato membro della Mercedes Junior Team dal 2019 al 2023. Dalla stagione 2025 è pilota di riserva per il team Alpine e Sauber.

## Carriera

### Kart
Aron inizia a correre con il kart all'età di otto anni, nel 2018 realizza la sua migliore stagione con il supporto del team Ricky Flynn Motorsport, vince il Campionato Europeo CIK-FIA e la WSK Champions Cup nella categoria OKJ e finisce ottavo nel Campionato del Mondo CIK-FIA. 

### Formula 4
Nel 2019 esordisce in monoposto con il team Prema Powerteam nella Formula 4 italiana insieme a Gianluca Petecof e Oliver Rasmussen. Dopo aver conquistato due podi al Hungaroring arriva la sua prima vittoria nella categoria al Red Bull Ring. Chiude la stagione con due vittorie e otto podi, concludendo al terzo posto dietro al campione Dennis Hauger e Petecof in classifica finale e vince quella riservata ai Rookie. 
Lo stesso anno sempre con il team italiano corre anche nella Formula 4 ADAC. La sua prima vittoria nella competizione arriva al Red Bull Ring, si ripete anche a Zandvoort dove sopravanza Théo Pourchaire nel finale. Chiude settimo in classifica generale e secondo tra gli esordienti, dietro a Roman Staněk.

### Formula Renault e Formula Regional
Nel 2020 il pilota estone lascia la Prema e passa al team francese ART Grand Prix per correre nella Formula Renault. Aron conquista solo un podio in stagione, un secondo posto dietro a Victor Martins concludendo così 11º in classifica generale e quinto in quella riservata ai Rookie.

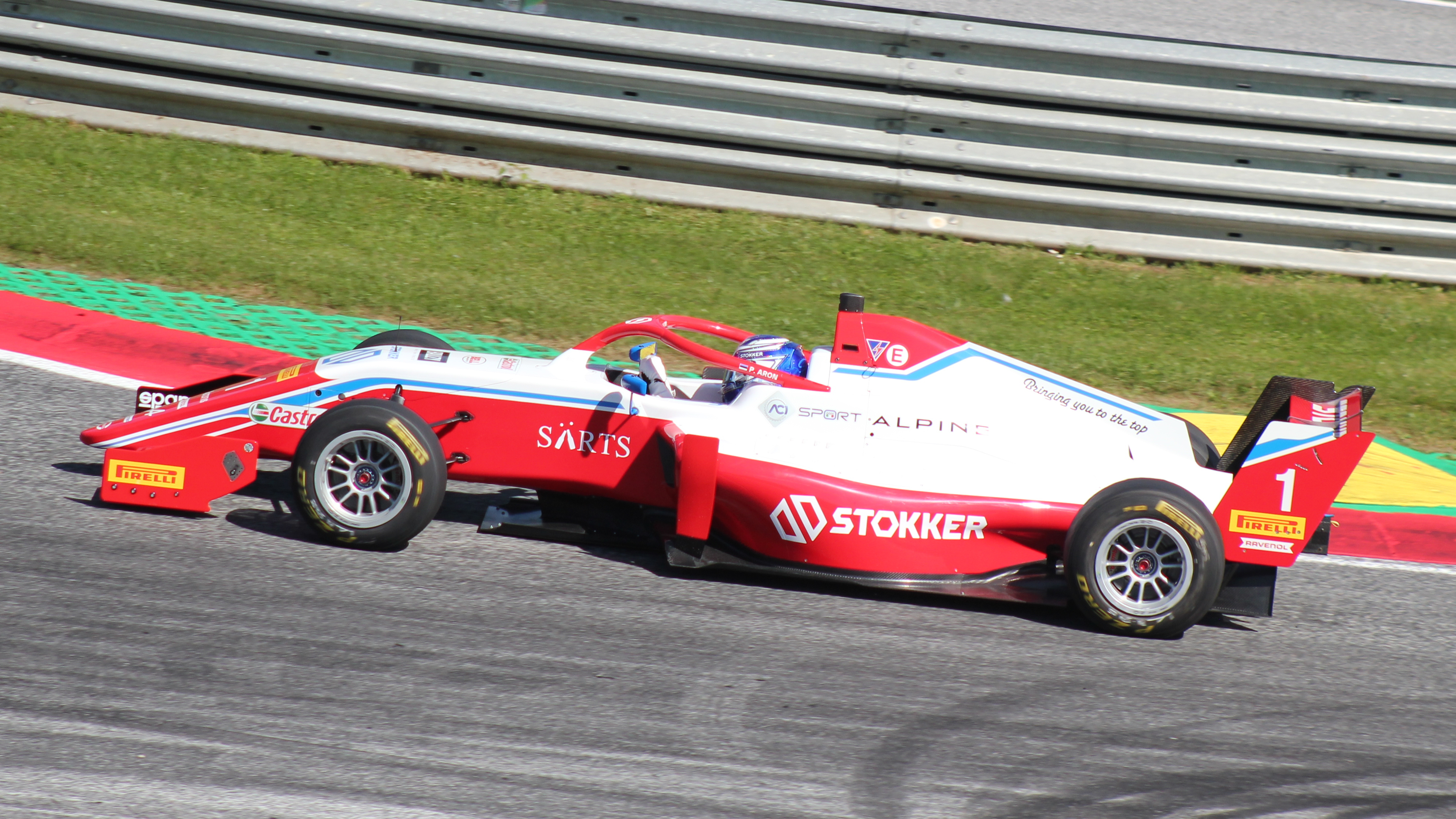
Aron in Austria nel 2021

Nel 2021 torna a correre con il team Prema, gareggiando nella Formula Regional europea. Nella seconda gara di Imola conquista il suo primo podio concludendo secondo dietro a Grégoire Saucy, si ripete successivamente in gara uno di Barcellona e sullo storico Circuito di Monte Carlo finendo terzo dietro Isack Hadjar e Zane Maloney. Nelle tre uscite successive conquista pochi punti, ma al Red Bull Ring ritorna sul podio dietro Franco Colapinto e Hadrien David.
Al Mugello completa un weekend perfetto conquistando due pole position, due vittorie e un giro veloce nelle due gare sul circuito italiano. Nell'ultima gara stagionale a Monza conquista il secondo posto dietro a Isack Hadjar, chiude il campionato al terzo posto dietro a Grégoire Saucy e Hadrien David.
Nel inverno del 2022 Aron partecipa con il team Abu Dhabi Racing by Prema alla Formula Regional Asia. Inoltre viene confermato dal team Prema Racing per la stagione 2022 della Formula Regional. Nella serie europea vince quattro gare nelle prime dieci, una a Monza, una al Paul Ricard e due sul circuito di Zandvoort. Sul finire vince altre due corse, una a Catalogna e altra al Mugello. Chiude la stagione dimostrando di essere il pilota più veloce sul giro secco grazie alle sette pole conquistate ma, come l'anno precedente, chiude al terzo posto dietro a Dino Beganovic e Gabriele Minì.

### Formula 3

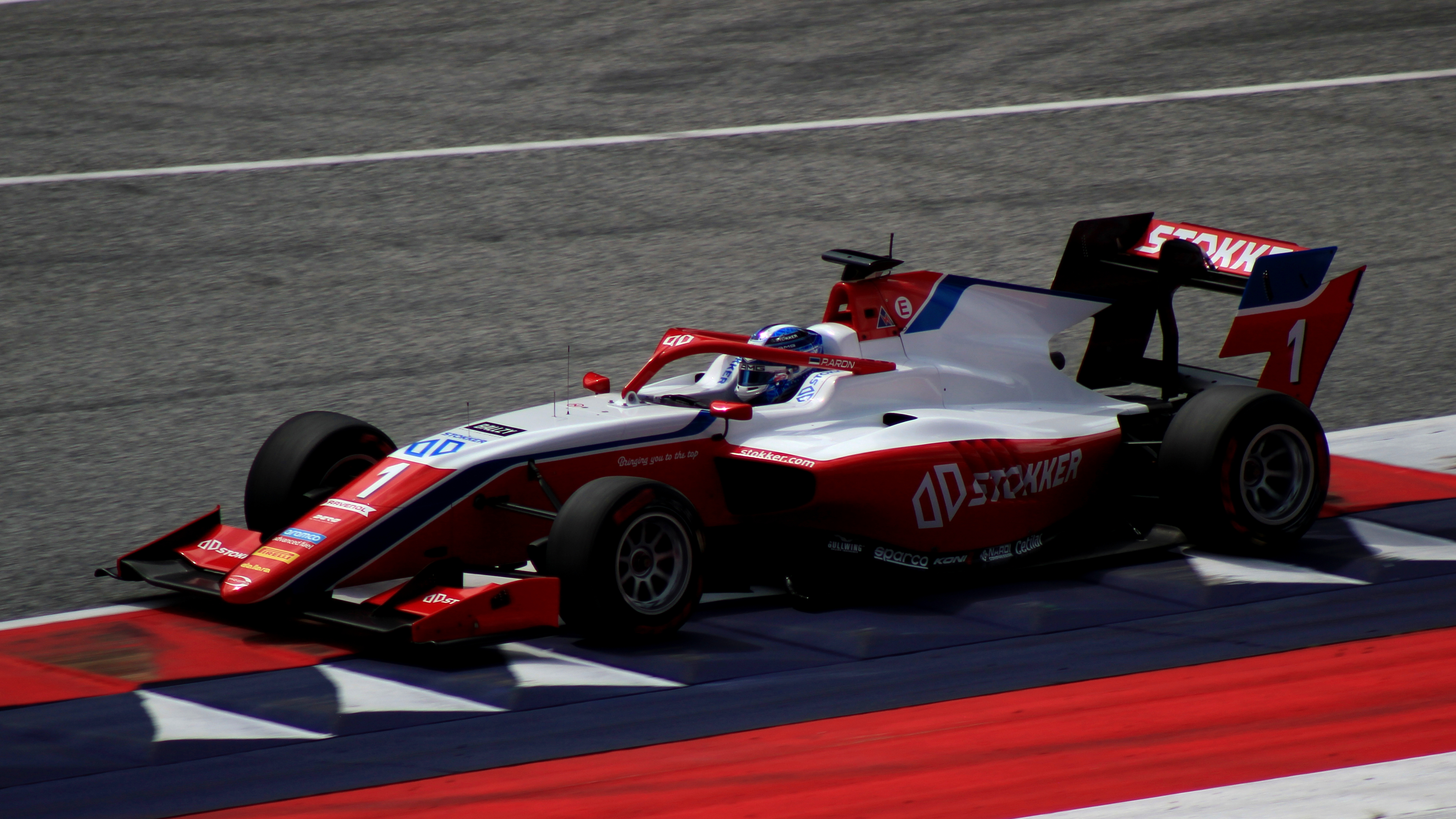
Paul Aron alla guida della Dallara F3 2019

Nel novembre del 2022 Aron partecipa ai test post stagionali del Campionato di Formula 3 a Valencia con il team Prema Powerteam. Nell'ottobre dello stesso anno il team italiano conferma l'estone per la stagione 2023 della Formula 3. Nella prima di Melbourne conquista il suo primo podio nella serie arrivando terzo, si ripete anche a Montecarlo dove chiude sul gradino più basso del podio nella gara due. Il suo primo successo arriva nella prima corsa del Red Bull Ring davanti a Gabriele Minì. Chiude la stagione in terza posizione con 112 punti dietro al compagno di squadra O'Sullivan e al campione Bortoleto, contribuendo alla vittoria del team nel Campionato Costruttori. Nel novembre del 2023 prende parte al Gran Premio di Macao sempre con il team italiano. 

### Formula 2

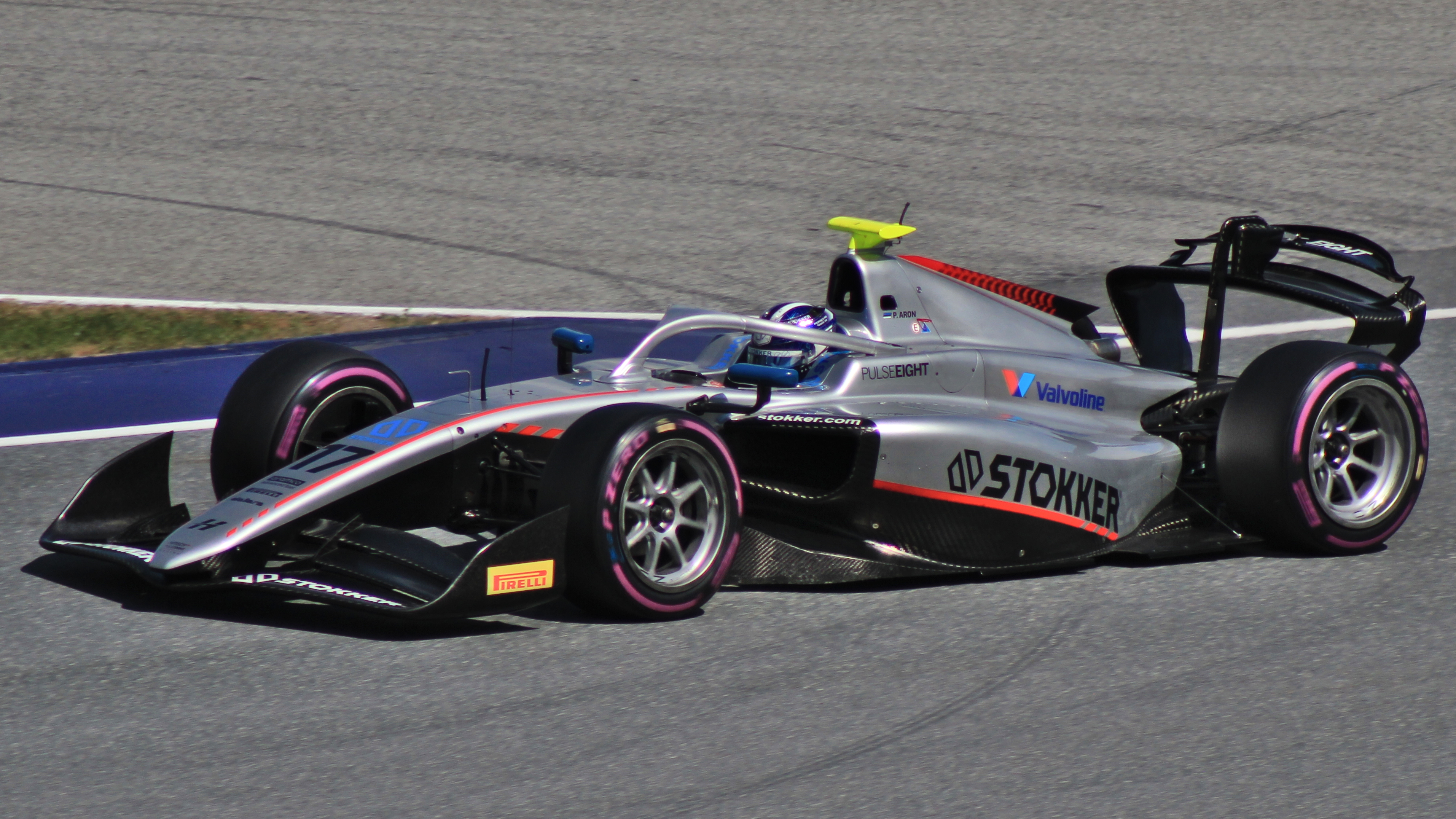
Paul Aron nel 2024 durante la stagione di F2

Nel novembre 2023, dopo la stagione di F3, il pilota estone partecipa al round conclusivo della Formula 2 ad Abu Dhabi con il team Trident. Nel 2023 Aron passa a tempo pieno alla Formula 2 con il team Hitech Pulse-Eight. Nella prima Feature Race stagionale a Sakhir ottiene il suo primo podio nella serie, arrivando terzo dietro Zane Maloney e Pepe Martí. Ottiene un altro podio arrivando secondo sia nella Feature Race di Melbourne e sia nella Sprint Race d'Imola. Il suo quinto podio stagionale arriva nella Feature Race di Montecarlo dove chiude terzo. Anche nelle Sprint di Barcellona e poi di Spielberg ottiene il terzo posto. Ottiene la sua prima vittoria nella classe durante la Feature Race di Lusail dopo la penalità di Gabriel Bortoleto. Chiude la stagione al terzo posto dietro Bortoleto e Isack Hadjar.

### Formula E
Visti gli impegni in altri campionati dei suoi piloti titolari, il team di Formula E, Envision Racing sceglie Aron per il doppio impegno dell'E-Prix di Berlino 2024.

### Formula 1
Nel luglio del 2019, Aron si unisce alla Mercedes Junior Team dopo le ottime prestazione viste nel suo primo anno in monoposto. Rimase legato alla scuderia tedesca fino il 2023.
Il 30 novembre 2024 viene ufficializzato il suo ingaggio come pilota di riserva nel team Alpine per la stagione 2025, vista la promozione a pilota titolare di Jack Doohan. Con l'Alpine, nel dicembre del 2024, prende parte ai test post stagioni della Formula 1 sul circuito di Yas Marina.
Passa alla Sauber diventando pilota di riserva nel team svizzero; con quest'ultimo fa il suo esordio in una sessione ufficiale partecipando alle FP1 del Gran Premio di Gran Bretagna e successivamente anche a quelle del Gran Premio d'Ungheria.

## Vita privata
Paul Aron è il fratello minore di Ralf Aron, ex pilota, vincitore del Campionato italiano di Formula 4 nel 2015, ora team manager del team Prema Powerteam.

## Risultati

### Riassunto della carriera
| Stagione | Serie                    | Team                      | Gare                        | Vittorie                    | Pole                        | GPV                         | Podi                        | Punti                       | Pos.                        |
| -------- | ------------------------ | ------------------------- | --------------------------- | --------------------------- | --------------------------- | --------------------------- | --------------------------- | --------------------------- | --------------------------- |
| 2019     | Formula 4 italiana       | Prema Powerteam           | 21                          | 2                           | 1                           | 0                           | 9                           | 226                         | 3º                          |
| 2019     | Formula 4 ADAC           | Prema Powerteam           | 20                          | 2                           | 0                           | 0                           | 2                           | 129                         | 7º                          |
| 2020     | Formula Renault Eurocup  | ART Grand Prix            | 20                          | 0                           | 0                           | 0                           | 1                           | 54                          | 11º                         |
| 2021     | Formula Regional europea | Prema Powerteam           | 20                          | 2                           | 2                           | 1                           | 7                           | 197                         | 3º                          |
| 2022     | Formula Regional Asia    | Abu Dhabi Racing by Prema | 15                          | 0                           | 2                           | 1                           | 3                           | 80                          | 8º                          |
| 2022     | Formula Regional europea | Prema Powerteam           | 20                          | 6                           | 7                           | 4                           | 8                           | 241                         | 3º                          |
| 2023     | Formula 3                | Prema Powerteam           | 18                          | 1                           | 0                           | 2                           | 4                           | 112                         | 3º                          |
| 2023     | Formula 2                | Trident                   | 2                           | 0                           | 0                           | 0                           | 0                           | 0                           | 24º                         |
| 2024     | Formula E                | Envision Racing           | 2                           | 0                           | 0                           | 0                           | 0                           | 0                           | 27º                         |
| 2024     | Formula 2                | Hitech Pulse-Eight        | 28                          | 1                           | 4                           | 1                           | 8                           | 163                         | 3º                          |
| 2025     | Formula 1                | Alpine F1 Team            | Terzo pilota e collaudatore | Terzo pilota e collaudatore | Terzo pilota e collaudatore | Terzo pilota e collaudatore | Terzo pilota e collaudatore | Terzo pilota e collaudatore | Terzo pilota e collaudatore |

* Stagione in corso.

### Risultati in Formula Regional europea
(legenda) (Le gare in grassetto indicano la pole position) (Le gare in corsivo indicano Gpv)
| Stagione | Team            | 1   | 2   | 3   | 4   | 5   | 6   | 7   | 8   | 9   | 10  | 11  | 12  | 13  | 14  | 15  | 16  | 17  | 18  | 19  | 20  | Punti | Pos. |
| -------- | --------------- | --- | --- | --- | --- | --- | --- | --- | --- | --- | --- | --- | --- | --- | --- | --- | --- | --- | --- | --- | --- | ----- | ---- |
| 2021     | Prema Powerteam | IMO | IMO | CAT | CAT | MON | MON | LEC | LEC | ZAN | ZAN | SPA | SPA | RBR | RBR | VAL | VAL | MUG | MUG | MNZ | MNZ | 197   | 3º   |
| 2021     | Prema Powerteam | 4   | 2   | 3   | 4   | 3   | Rit | 14  | 26  | 4   | 7   | 18  | 8   | 3   | 13  | 4   | 12  | 1   | 1   | 6   | 2   | 197   | 3º   |
| 2022     | Prema Powerteam | MNZ | MNZ | IMO | IMO | MON | MON | LEC | LEC | ZAN | ZAN | HUN | HUN | SPA | SPA | RBR | RBR | CAT | CAT | MUG | MUG | 241   | 3º   |
| 2022     | Prema Powerteam | 27  | 1   | 3   | 6   | 25  | DNQ | 1   | 3   | 1   | 1   | 6   | 7   | 4   | 4   | Rit | 16  | 1   | 4   | 1   | 11  | 241   | 3º   |

### Risultati Formula Regional asiatica
(legenda) (Le gare in grassetto indicano la pole position) (Le gare in corsivo indicano Gpv)
| Stagione | Squadra                   | 1   | 2   | 3   | 4   | 5   | 6   | 7   | 8   | 9   | 10  | 11  | 12  | 13  | 14  | 15  | Punti | Pos. |
| -------- | ------------------------- | --- | --- | --- | --- | --- | --- | --- | --- | --- | --- | --- | --- | --- | --- | --- | ----- | ---- |
| 2022     | Abu Dhabi Racing by Prema | ABU | ABU | ABU | DUB | DUB | DUB | DUB | DUB | DUB | DUB | DUB | DUB | ABU | ABU | ABU | 80    | 8º   |
| 2022     | Abu Dhabi Racing by Prema | Rit | 15  | 7   | 15  | 10  | 9   | 6   | 15  | Rit | 2   | 8   | 2   | 5   | Rit | 3   | 80    | 8º   |

### Risultati in Formula 3
(legenda) (Le gare in grassetto indicano la pole position) (Le gare in corsivo indicano Gpv)
| Anno | Team         | 1   | 2   | 3   | 4   | 7   | 8   | 9   | 10  | 11  | 12  | 13  | 14  | 15  | 16  | 17  | 18  | 19  | 20  | Punti | Pos. |
| ---- | ------------ | --- | --- | --- | --- | --- | --- | --- | --- | --- | --- | --- | --- | --- | --- | --- | --- | --- | --- | ----- | ---- |
| 2023 | Prema Racing | BHR | BHR | MEL | MEL | MON | MON | CAT | CAT | RBR | RBR | SIL | SIL | HUN | HUN | SPA | SPA | MNZ | MNZ | 112   | 3º   |
| 2023 | Prema Racing | 5   | 12  | 3   | 6   | 10  | 3   | 5   | 5   | 1   | 25  | 12  | 4   | 4   | 5   | 3   | 8   | Rit | 7   | 112   | 3º   |

### Risultati Gran Premio di Macao
| Anno | Team                      | Auto         | Qualifica | Gara |
| ---- | ------------------------- | ------------ | --------- | ---- |
| 2023 | SJM Theodore Prema Racing | Dallara F319 | 7°        | Rit  |

### Risultati in Formula 2
(legenda) (Le gare in grassetto indicano la pole position) (Le gare in corsivo indicano Gpv)
| Stagione | Team               | 1   | 2   | 3   | 4   | 5   | 6   | 7   | 8   | 9   | 10  | 11  | 12  | 13  | 14  | 15  | 16  | 17  | 18  | 19  | 20  | 21  | 22  | 23  | 24  | 25  | 26  | 27  | 28  | Punti | Pos. |
| -------- | ------------------ | --- | --- | --- | --- | --- | --- | --- | --- | --- | --- | --- | --- | --- | --- | --- | --- | --- | --- | --- | --- | --- | --- | --- | --- | --- | --- | --- | --- | ----- | ---- |
| 2023     | Trident            | BHR | BHR | JED | JED | ALB | ALB | BAK | BAK | MON | MON | CAT | CAT | RBR | RBR | SIL | SIL | HUN | HUN | SPA | SPA | ZAN | ZAN | MNZ | MNZ | YMC | YMC |     |     | 0     | 25º  |
| 2023     | Trident            |     |     |     |     |     |     |     |     |     |     |     |     |     |     |     |     |     |     |     |     |     |     |     |     | 16  | 18  |     |     | 0     | 25º  |
| 2024     | Hitech Pulse-Eight | BHR | BHR | JED | JED | ALB | ALB | IMO | IMO | MON | MON | CAT | CAT | RBR | RBR | SIL | SIL | HUN | HUN | SPA | SPA | MNZ | MNZ | BAK | BAK | LUS | LUS | YMC | YMC | 163   | 3°   |
| 2024     | Hitech Pulse-Eight | 5   | 3   | 2   | 10  | 18  | 2   | 2   | 6   | 7   | 3   | 3   | 4   | 3   | 5   | Rit | 12  | 6   | Rit | 18  | Rit | 20  | Rit | 6   | 6   | 7   | 1   | SQ  | 11  | 163   | 3°   |

### Risultati in Formula E
| Stagione | Squadra                 | Vettura         | 1                   | 2            | 3           | 4                                               | 5   | 6   | 7   | 8   | 9      | 10     | 11  | 12  | 13  | 14  | 15  | 16  | Punti | Pos |
| --- | ----------------------- | --------------- | ------------------- | ------------ | ----------- | ----------------------------------------------- | --- | --- | --- | --- | ------ | ------ | --- | --- | --- | --- | --- | --- | ----- | --- |
| 2023-24 | Envision Racing         | Jaguar I-Type 6 | MEX                 | DIR          | DIR         | SAP                                             | TOY | MIS | MIS | MON | BER 13 | BER 14 | SHA | SHA | POR | POR | LON | LON | 0     | 27º |
| \| Legenda \| 1º posto \| 2º posto \| 3º posto \| A punti \| Senza punti \| Grassetto=Pole position Corsivo=Giro più veloce \| \| Legenda \| Solo prove/Terzo pilota \| Non qualificato \| Ritirato/Non class. \| Squalificato \| Non partito \| Grassetto=Pole position Corsivo=Giro più veloce \| |                         |                 |                     |              |             |                                                 |     |     |     |     |        |        |     |     |     |     |     |     |       |     |
| Legenda | 1º posto                | 2º posto        | 3º posto            | A punti      | Senza punti | Grassetto=Pole position Corsivo=Giro più veloce |     |     |     |     |        |        |     |     |     |     |     |     |       |     |
| Legenda | Solo prove/Terzo pilota | Non qualificato | Ritirato/Non class. | Squalificato | Non partito | Grassetto=Pole position Corsivo=Giro più veloce |     |     |     |     |        |        |     |     |     |     |     |     |       |     |

### Risultati in Formula 1
| 2025 | Scuderia | Vettura |  |  |  |  |  |  |  |  |  |  |  |    |  |    |  |  |  |  |  |  |  |  |  |  | Punti | Pos. |
| ---- | -------- | ------- |  |  |  |  |  |  |  |  |  |  |  | -- |  | -- |  |  |  |  |  |  |  |  |  |  | ----- | ---- |
| 2025 | Sauber   | C45     |  |  |  |  |  |  |  |  |  |  |  | SP |  | SP |  |  |  |  |  |  |  |  |  |  |       |      |

| Legenda | 1º posto     | 2º posto | 3º posto    | A punti         | Senza punti/Non class.  | Grassetto – Pole position Corsivo – Giro più veloce Apice – Risultato Sprint (A punti) |
| Legenda | Squalificato | Ritirato | Non partito | Non qualificato | Solo prove/Terzo pilota | Grassetto – Pole position Corsivo – Giro più veloce Apice – Risultato Sprint (A punti) |